# أندري صاوه
أندري صاوه (بالرومانية: Andrei Sava)‏ هو لاعب كرة قدم روماني، ولد في 7 مايو 1991 في بوخارست في رومانيا. لعب مع بولتيهنيكا تيميسوارا ونادي فيتورول كونستانتا.

## وصلات خارجية
- أندري صاوه على موقع قاعدة بيانات كرة القدم.إي يو (الإنجليزية)
- أندري صاوه على موقع Soccerway.com (الإنجليزية)